# Høgsfjord
L'Høgsfjord (o Høgsfjorden, dove il suffisso -en rappresenta l'articolo determinativo in norvegese) è un fiordo che si estende per 23 km nella contea di Rogaland, nel sud-ovest della Norvegia.

## Descrizione

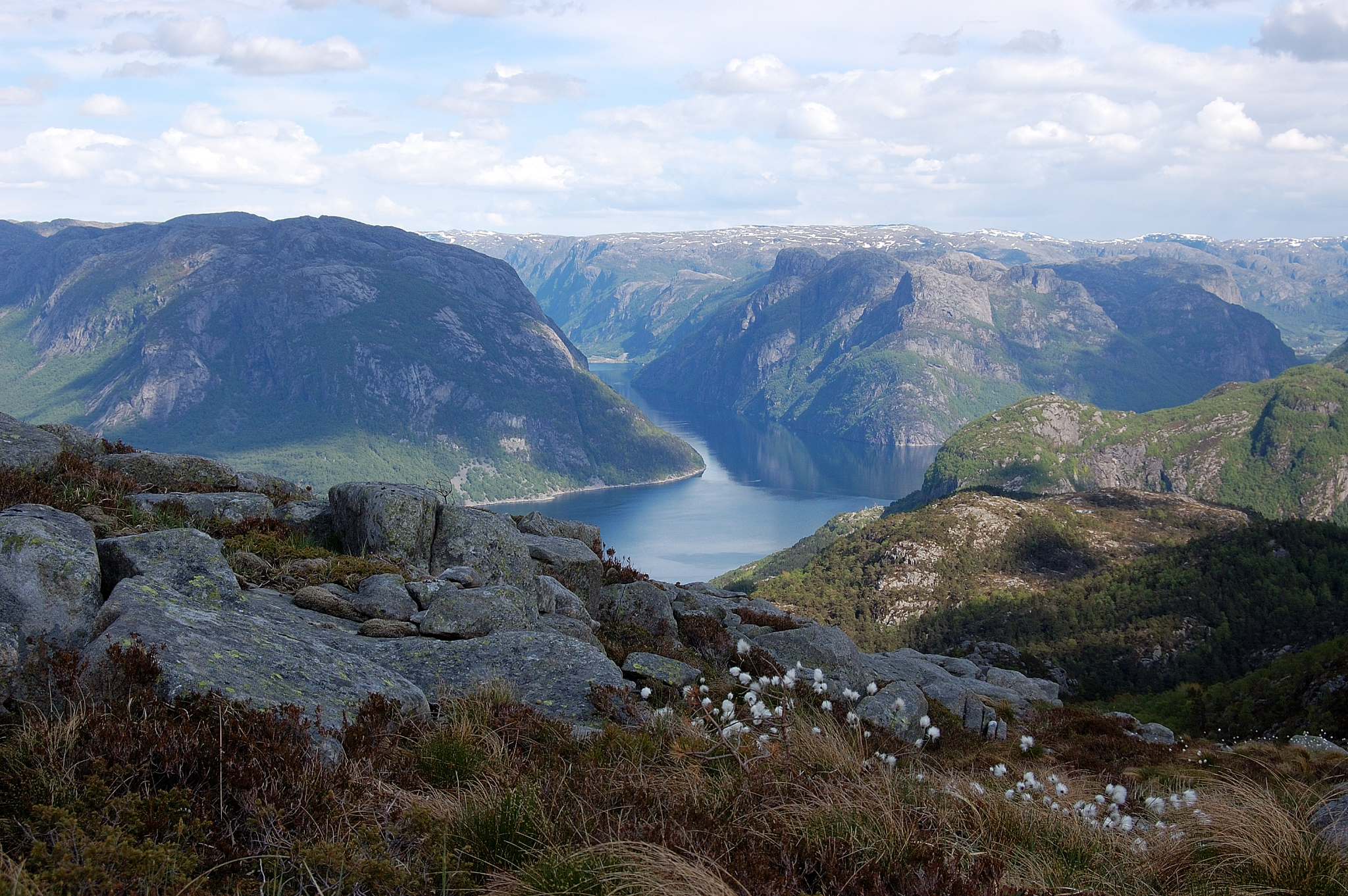
L'Høgsfjord e in secondo piano il Frafjord.

Il braccio di mare è un ramo del più grande Boknafjord e divide la regione dello Jæren da quella del Ryfylke. Alla sua estremità meridionale sorge la cittadina di Frafjord (questo è anche il nome attribuito a quest'ultima parte del fiordo) nel comune di Gjesdal; da qui il fiordo si sviluppa verso ovest fino a Dirdal e poi prosegue verso nord. In corrispondenza di Forsand si apre un fiordo secondario, il Lysefjord, noto per le spettacolari pareti verticali soprattutto in corrispondenza delle rocce del Preikestolen e dello Kjerag.
Più a nord l'Høgsfjord si apre e ospita alcune isole, tra cui Idsal e Idse, prima di sfociare nell'Horgefjorden a est della città di Stavanger.
Il fiordo è attraversato da un regolare sistema di traghetti tra i villaggi di Forsand and Høle, pressappoco a metà della sua lunghezza.